# Marido de ocasión
Marido de ocasión es una película en blanco y negro de Argentina dirigida por Adelqui Millar, director chileno cuyo verdadero nombre era Adelqui Migliar sobre su propio guion escrito en colaboración Ricardo Irurtia y Luis Merino Reyes que se estrenó el 15 de octubre de 1952 y que tuvo como protagonistas a Juan José Míguez, Malisa Zini, Renée Dumas y Gloria Ferrandiz.

## Sinopsis
Cuando una mujer decide divorciarse su marido cambia sospechosamente de actitud de un día para el otro.

## Reparto
- Juan José Míguez
- Malisa Zini
- Renée Dumas
- Gloria Ferrandiz
- Juan Pecci
- Rodolfo Onetto
- Pedro Laxalt
- Alfredo Almanza
- Pablo Cumo
- Felipe Dudán
- Vera Daquer
- Maruja Montes
- Alfredo Musio
- Norma Luján
- Edmundo Pizarro
- José Comellas
- Samuel Giménez
- Gloria Castilla
- Juan Verdaguer

## Comentarios
Manrupe y Portela escriben:

”Comedia en tono menor con reparto no del todo adecuado.”

Por su parte Crítica dijo:

”Comedia sin hacer…pudo ser una comedia agradable, si Adelqui Millar hubiese logrado un ritmo más ágil.”